# Kaskantyú
Kaskantyú is een plaats (község) en gemeente in het Hongaarse comitaat Bács-Kiskun. Kaskantyú telt 1099 inwoners (2002).